# Francisco Rodríguez Franco
Francisco Rodríguez Franco (Corona de Castilla, Monarquía Hispánica c. 1660s - Santiago de Guatemala c. 1730s) fue un español que ejerció el cargo de alcalde mayor de San Salvador desde 1710 a 1715.

## Biografía
Francisco Rodríguez Franco nació en la Corona de Castilla de la Monarquía Hispánica por la década de 1660s; se trasladaría a vivir a la Capitanía General de Guatemala, y al parecer era una persona acaudalada ya que realizó un donativo de 3500 pesos al rey.
El 3 de abril de 1710 el rey Felipe V lo designó como alcalde mayor de San Salvador; y el 30 de junio de ese año tomó juramento ante la Real Audiencia de Guatemala, dirigiéndose luego a tomar posesión. Durante su mandato, tuvo problemas con el cura de Chalatenango y el maestre de campo Clemente del Fierro, quienes lo acusaron ante la real audiencia de malversar los fondos de la real hacienda; lo que sería investigado por las autoridades guatemaltecas, hasta que se comprobó que dichas acusaciones eran falsas, por lo que el 7 de mayo de 1713 se expidió una real cédula en la que era absuelto de dichos cargos; asimismo, el 9 de octubre de ese año, el capitán general le ordenó que prohibiera a los alcaldes ordinarios de San Salvador que diesen indígenas en repartimiento para que sirviesen a los monjes dominicos.
Ejercería el cargo de alcalde mayor hasta julio de 1715; son embargo, su juicio de residencia, que todos los alcaldes mayores tenía final de su mandato, se llevaría a cabo hasta el año de 1717, que se nombró a Esteban de Larramendi (que se encontraba ejerciendo como alcalde mayor interino de San Salvador), pero no aceptó el encargo, por lo que se designó a Lucas Fernández Pardo para que llevase a cabo dicho juicio. Luego de lo cual no se sabe más de él, probablemente se quedaría residiendo en Santiago de Guatemala donde fallecería por la década de 1730s.